# Ar-Men (birra)
L'Ar-Men è una birra francese, prodotta dall'industria Brasserie de Bretagne, così chiamata in omaggio all'omonimo faro.
Esistono molti tipi di birre: bianca, bionda, rossa, dorata ed ambrata. La mescolanza della birra bionda, rossa e dorata è effettuata a Tréguier e quella della bianca e ambrata a Trégunc. La produzione è realizzata in bottiglie non pastorizzate da 33 cl. e 75 cl.

## Marche prodotte
- Ar-Men Ambreè, è una birra ad alta fermentazione, con colore ambrato e un gusto rotondo e non acido, con il 5,4% di alcool (vol.).
- Ar-Men Blonde, è una birra ad alta fermentazione, leggermente speziata e con colore chiaro e un gusto equilibrato, con il 5,5% di alcool (vol.).
- Ar-Men Doreè, è una birra ad alta fermentazione, con colore dorato e gusto caratterizzato dai diversi tipi di luppolo, con il 7,7% di alcool (vol.).
- Ar-Men Rousse, è una birra ad alta fermentazione, con colore ambrato e un gusto caramellato, con il 6% di alcool (vol.).

## Premi
- La Ar-Men Blonde, ha ricevuto la medaglia d'oro al Concours général agricole[1] di Parigi nel 2003 e la medaglia d'argento nel 2005[2].
- La Ar-Men Rousse, ha ricevuto la medaglia d'argento nel 2007[3].